# Call of Duty: Black Ops II
Call of Duty: Black Ops II je devátý díl série 3D akčních her z pohledu první osoby. Vyvinula jej americká vývojářská společnost Treyarch.
Hra byla vydána 12. listopadu 2012 pro Microsoft Windows a herní konzole Xbox 360 a PlayStation 3. O pár dnů později vyšla i verze pro Wii U. Vydání pro Japonsko zajistil Square Enix, pro zbytek světa pak společnost Activision.
Navzdory všem spekulacím,[kdo?] že série Black Ops zůstane ve Vietnamu, byla přesunuta do nedaleké budoucnosti. Hlavní postavou je David Mason, syn Alexe Masona, hrdiny z předchozího dílu. Hra obsahuje různá vozidla, mj. i kvadrikoptéry. Nový díl také nabízí výrazně přepracovanou hru více hráčů.
Na rozdíl od ostatních dílů série Call of Duty se zde nepočítá jen killstreak, ale scorestreak. Ten krom počtu zabitých započítává např. i body za asistence.

## Děj
David Mason, syn Alexe Masona, vyrazí společně se svým týmem do starého sídla, domova Franka Woodse, velkého přítele jeho otce. Woods postupně odkrývá celou odpornou historii ze svého pohledu. David mezitím také vyráží na několik misí za účelem uvěznění a zneškodnění Raula Menendeze, hlavního záporáka celé hry. Během hry střídáte postavy, nejčastěji však hrajete za jednoho z Masonů. Dále si zahrajete chvílí za Raula, který běží zachránit svou sestru, dále za Franka Woodse a v roce 2025 za Farida, amerického zvěda v Menendezových řadách. Ve hře můžete rozhodovat v určitý momentech, co bude dál. Hra má 4 konce, z toho jeden tajný.